# Мимрик Дмитро Григорович
Мимрик Дмитро Григорович (знаний як схимонах Дам'ян; 17 жовтня 1947, с. Великий Говилів Теребовлянського району Тернопільської області — 11 вересня 2022) — український монах-студит, митець, майстер художньої обробки м'яких порід каменю та витинанки. Член НСМНМУ з 2005 р.

## Біографія
Народився 17 жовтня 1947 р. у с. Великий Говилів Теребовлянського району Тернопільської області.
Освіта вища. Закінчив професійно-технічне училище № 58 в м. Кунгур Пермської області. Працював будівельником у колгоспі с. Великий Говилів, різьбярем по дереву в побуткомбінаті в м. Монастириськах, різьбярем-дизайнером у Бережанах. 1990—1994 р. — навчався в Львівській вищій духовній семінарії отців-редемптористів.
Учасник багатьох всеукраїнських та міжнародних виставок. Роботи знаходяться в музеях Тернополя, Рівного, Львова, Києва, Канева, Санкт-Петербурга.
З 1990 р. — монах Унівського монастиря, де пострижений у чернецтво з іменем Дам'ян.
Помер зранку 11 вересня 2022 року після тривалої хвороби, похований на чернечому кладовищі Унівського монастиря.